# Zemlja Sannikova
Zemlja Sannikova (Земля Санникова) è un film del 1973 diretto da Al'bert Sarkisovič Mkrtčjan e Leonid Sergeevič Popov.

## Trama
Da più di cento anni il mistero di una terra perduta tra i ghiacci artici preoccupa i viaggiatori, ma nessuno è riuscito a raggiungerla. L'eroe del film, il politico esiliato Il'in, parte per una spedizione finanziata da un ricco cercatore d'oro. I viaggiatori coraggiosi trovano un'oasi fiorita in mezzo al silenzio gelido. Ma si scopre che durante il terremoto deve scomparire. Il'in ei suoi compagni si sforzano di raggiungere di nuovo la terraferma nel tentativo di prevenire una catastrofe.